# Mexicaanse naakthond
De Mexicaanse naakthond is een hondenras met als belangrijkste kenmerk haarloosheid. Het is de nationale hond van Mexico, waar het ook zijn oorsprong vond.

## Namen, rassen en standaarden
In eigen land heet het ras "Xoloitzcuintle". Het woord is afgeleid van twee Azteekse woorden; Xolotl (God van de onderwereld) en Itzquintle (Hond). Zodoende betekent het woord dus "Hond van Xolotl". Het woord wordt uitgesproken als Sjolo-its-kwintle. Andere schrijfwijzen zijn "Xoloitzquintle" of Xoloitzcuintli". Andere namen zijn Tepeizeuintli, Xolo of gewoon Itzcuintle.

## Historie
In Mexico heeft dit ras al een eeuwenoude achtergrond. Er zijn in opgravingen van de precolumbiaanse culturen resten van deze honden gevonden, die teruggaan tot voor onze jaartelling. Beroemd zijn de zogenaamde dansende honden van Colima.
De officiële standaard is in 1999 tot stand gekomen.

## Uiterlijk
Volgens de standaard van de FCI.
De Mexicaanse naakthond heeft harmonieuze proporties, met een brede borst en lange poten. De verhouding lengte-hoogte hoort 10:9 te zijn.
De naaktheid is het meest in het oog springende kenmerk, lichte stugge beharing is echter toegestaan op de kop, voeten en staart.
Met de genetische aanleg voor naaktheid komt ook een haast altijd onvolledig gebit. Wat dan ook is toegestaan.
Het ras komt in 3 maten voor: klein (25-40 cm), middel (40-50 cm) en groot (50-60 cm). De huidkleur kan verschillen van zwart, olifantgrijs tot brons en wit. Ook komt een vlekkenpatroon regelmatig voor.
Albinisme is niet toegestaan.

## Karakter
In de omgang is de hond een kalme, stille hond, vrolijk en attent, alert. Waakzaam tegenover vreemden en een goede waakhond. Het is een uitstekende huishond.
Vanwege zijn geschiedenis die ver teruggaat in de tijd valt het ras onder de oertypen. Zijn gedrag en karakter is ook nog erg natuurlijk waardoor hij liefst een baas heeft met kennis van de hondentaal. Het is een zachtaardige hond, maar geen slaafse. Zijn liefde moet je verdienen.

## Verzorging
Er wordt nogal eens gedacht dat een hond zonder haar nauwelijks verzorging behoeft en daarom lekker makkelijk is, maar ook zo'n hond heeft een algemene verzorging nodig. Hieronder staan een aantal verzorgingspunten van de hond waar rekening mee gehouden moet worden:

### Huid
Acne of mee-eters komen voor. Als dit niet goed wordt bijgehouden kunnen er ontstekingen ontstaan.
De huid kan uitdrogen en gaan schilferen. De randjes van de oren zijn zeer gevoelig voor kloven.
Een goede vochtinbrengende crème doet dan wonderen.
Een hond uit goede lijnen met goede genen zal tevens ook minder last hebben van acne of mee-eters.

### Kou
De honden kunnen goed tegen de frisse temperaturen en hoeven alleen met extreme temperaturen en weinig beweging beschermd te worden tegen de kou. De kleine honden zullen wel eerder beschermd moeten worden.

### Zonneschijn
Bij een donkere huid is het voldoende om hem rustig aan de zon te laten wennen in het voorjaar. De lichte en gevlekte huid verbrandt snel en moet in de zon altijd beschermd worden.

### Gebit
Het gebit dient goed onderhouden te worden. Door erfelijke aanleg heeft de hond een onvolledig en zwak gebit. Bij goede verzorging (regelmatig poetsen en geen ruwe trekspelletjes) wordt wat aanwezig is gespaard.

## Gezondheid
De Mexicaanse naakthond kent geen andere structurele gezondheidsproblemen.
Incidenteel komen epilepsie en huidziektes voor.
Een raar fenomeen is de zogenaamde "hanging tongue". Sommige honden kunnen hun tong niet meer in hun mond houden en laten hem dan aan de zijkant uit de mond hangen.
Een deel van de fokkers wijt dit aan het gebrek aan tanden. Een ander deel denkt dat het een neurologisch probleem is.

## Populatie
De Mexicaanse naakthond komt in Nederland en België nog niet veel voor. In 2005 waren er ongeveer 40 exemplaren bekend.